# Сторден (Минесота)
Сторден (енгл. Storden) град је у америчкој савезној држави Минесота.

## Демографија
По попису из 2010. године број становника је 219, што је 55 (-20,1%) становника мање него 2000. године.
| Група             | 2000.       | 2010.       |
| Белци             | 259 (94,5%) | 211 (96,3%) |
| Афроамериканци    | 0 (0,0%)    | 3 (1,4%)    |
| Азијати           | 0 (0,0%)    | 0 (0,0%)    |
| Хиспаноамериканци | 14 (5,1%)   | 2 (0,9%)    |
| Укупно            | 274         | 219         |